# ورقة بن الصامت
ورقة بن الصامت الهذلي صحابي جليل شهد مع النبي محمد غزوة تبوك سنه 9 هـ وكان مع خالد بن الوليد في معركة ذات السلاسل عام 12 هـ وكان شاعرا اديبا قال عنه الواقدي «وكان أديبا ليبيا شاعرا لا يتكلم إلا بسجع» وخاله الصحابي عبد الله بن رواحة.

## خبره مع راهب الرقة
من اخباره ما ذكره ابن إسحاق فقال ان ورقة بن الصامت كان مع أبو عبيدة بن الجراح فوجهه لما كانوا في حصار قلعة حلب إلى حاكم الرقة يدعوه إلى الإسلام فقال الراهب وكان اسم الراهب شوجوان بن كربان وقد قال الراهب لورقة أنكم تقولون ما خلق الله خلقا أعظم ولا أكرم ولا أرحم من محمد وتركتم آدم ونوحا وإبراهيم واسحق ويعقوب والاسباط وموسى وداود وسليمان وعيسى فأريد أن تبين لي حقيقة ذلك فقال ورقة بن الصامت اسمع ما أقول ولا تتبع الفضول أما علمت أن عالم الملائكة اجتمعوا بالبيت المعمور ووقع بينهم الجدل في تصاريف الأمور وافتخر الكروبيون على الروحانيين والمسبحون على المقربين فزاحمهم ابليس بدقة عبادته ومشيد مباني زهادته فقال أنا المخلوق من ضرام النار البارع في خدمة العزيز الجبار اين أنتم من وقوفي على أقدام الاهتمام مائة ألف عام وتعبدي في السموات وأكنافها وبروجها واعرافها وأوساطها وأطرافها وجبال الأرض وأكنافها فعارضه جبريل بالامتحان والابتداء وصرفه عن حجة الافتخار والادعاء وقال له: ما أنت في الافتخار إلا في الحضيض المحضوض أن لله نبيا في عالم الملكوت محجوبا قد طال اشتياقنا إليه ووردنا الخبر فيما يريد وجعل نهاية عبادتنا الصلاة عليه فأيقن من المفاخر بالنزول ومن اطلاق شمس ادعاء بالأفول وقال رب فهل إلى لقائه من سبيل والى الوصول إليه من دليل فقال جبريل اقطع مسافة الأمنية وخض بحر الاعتراف بعز الربوبية وثق بحبال العز المكين فإنك لخدمة من كون من نور التكوين عليه منقوش بقلم التمكين:﴿إِنَّكَ لَمِنَ الْمُرْسَلِينَ ۝٣﴾ [يس:3] فخلع ابليس لباس العمل واستعمل أجنحة الامل وألقى قلادة الادعاء ونكس تاج الكبرياء واستعد لقوادم الطلب وداخله من قول جبريل غاية العجب وجعل همة عزمه تحصيل السبب وحذر من سوء المنقلب.
وقال: يا للعجب أنا مع صدق طويتي في المعاملة والانابة وخلوص سريرتي في طلب الزيادة هل يكون أحد مثلي او يبلغ درجة فعلي وكيف ذلك وإذا رفعت رأسي بالتسبيح أعاين ما حول العرش وإذا سجدت لعظمة الله أنظر ما تحت الفرش فنودي أتفتخر علينا بجواهر طاعتك وتوفر أسباب بضاعتك ونحن وفقناك لطاعتنا ومعاملتنا وأريناك أطراف ارضنا وسمائنا من قواك على خدمتي من جعلك معلما لملائكتي وعزتي وجلالي لولا أحمد ما خلقت ملكا ولا أجريت فلكا ولا أنرت قمرا ولا أمضيت قدرا ولا أسرجت شمسا ولا أقررت عرشا ولا بسطت فرشا ولا خلقت جنة ولا نارا ولا فجرت أنهارا ولا بحارا ولا جعلت النجوم طوالع ولا غوارب ولا الدنيا مشارق ولا مغارب ولكن طر بأجنحة عجل في طلب الايثار حتى يميتك الله بين الجنة والنار قال فسار بفلك طلب النجوم على قدم مطايا التفريد حتى اخترق ما بين العرش والكرسي واختبر كل جني وانسي وكلما مر بمغني من المغاني رأى معنى من المعاني وذلك أنه لما رأى أصنافا من الملائكة على اختلاف الأحوال من الاجتهاد والطاعة والأعمال وجميع عباد الله الشاكرة موقوفة على خدمة سيد الدنيا والآخرة وعلم معنى عبادتهم وتحقق آثار ارادتهم زاد به الاعجاب فاستعظم وجود ذلك في عالم التراب. وقال أي رب أين أجده وأناديه أم كيف التوصل إلى سبيل ناديه فقال اطلب نهر السلسبيل فهناك تجد إلى نظره سبيل فسار تحت مشيئة القدر إلى أن وصل إلى النهر فرأى ضوءا يلوح واسراره بصفات ما فيه تبوح ودار به المقربون والروحانيون والمسبحون والصافون والراكعون والساجدون وقطب عبادتهم دائرة على الاستغفار لأنه صاحب الافتخار وكلما سبحوا وسجدوا يستغفرون للذين آمنوا به قال فانتظم في سلكهم واسلك سبيل مسلكهم لتفوز بالنظر في جملة من حضر وإذا بنور أحمد قد تعلى ومن سرادقات قصره تجلى فسجدت الملائكة له بمعنى عظيم وقالوا:﴿وَإِنَّكَ لَعَلَى خُلُقٍ عَظِيمٍ ۝٤﴾ [القلم:4] فرد لما غشيه النور الوارد ونطق لسان حسده بما في جسده من ذا الذي ملأ الأكوان بعبادته وافتخر على الملائكة بخالص مجاهدة وإذا بالنداء معاشر الملائكة دعوا النظر إلى المغاني وحققوا النظر إلى الفضائل والمعاني فأحدقت الملائكة نحو القصر بالأعين وإذا في جوانبه أربعة أعين فقالوا: يا رب العزة قد تركنا المغني فما حقيقة هذا المعنى قال هذه العيون عيون أنهاره وسيوف أنصاره ومعالم سنته بحساب نسبته وأبواب علمه ومقر حكمه وزينة دينه وأعلام يقينه وأول عين هي عين التصديق والعين الثانية هي عين العدل والتحقيق والعين الثالثة هي عين النور والحياء والتوفيق والعين الرابعة عين العلم والتشريق فعين التصديق لصديقه وعين العدل لفاروقه وعين الحياء لصهره ورفيقه وعين العلم لأخيه وشقيقه فأنظروهم بعين التبجيل والوقار وأكثروا لهم الدعاء والاستغفار فأنا الذي قلت فيهم: ﴿الصَّابِرِينَ وَالصَّادِقِينَ وَالْقَانِتِينَ وَالْمُنْفِقِينَ وَالْمُسْتَغْفِرِينَ بِالْأَسْحَارِ ۝١٧﴾ [آل عمران:17].
فلما علم شوجوان كلام ورقة بن الصامت لم يرد عليه جوابا ولا أبدي له خطابا غير أنه عرف الحق فكتمه ولم يزل شوجوان في الدير حتى أخذ المسلمون حلب فانتقل إلى اشفكياص فاستوزره قال فلما استشاره في أمر يوقنا قال له اعلم أيها الملك أن يوقنا من الملوك وأبناء الملوك وقد قرأ الكتب وأخوه كان أفضل منه في الدين وقد صحب هؤلاء العرب واطلع على سرائرهم ونظر إلى دينهم وربما أنه علم عند النظر أن دين المسيح افضل من دين هؤلاء العرب وقد هرب من أيديهم اليك فإن كان الرجل قد أتى بغير حمل ولا ثقل فاعلم أنه هارب من القوم اليك فيجب عليك أن تخرج إلى لقائه وتعظم شأنه وترفع مكانه فلما سمع اشفكياص ذلك خرج بعسكره للقائه وبقي الوزير في القلعة قال فسمعت ابنة يوقنا أن اباها قد أتى فنزلت تسبح في سرب لها تحت الأرض مع جواريها وخدمها وقصدت القلعة الثانية فوجدت اشفكياص قد خرج للقاء أبيها والوزير شوجوان في مرتبة وزارته فقام اليها وصقع بين يديها وخدمها فجلست تتحدث معه فقال لها خذي على نفسك الحذر فإن الملك قد خرج وأخاف أن يبطش هذا اللعين بأبيك وأعلمي أنه ما تبع هؤلاء العرب إلا وقد. تحقق عنده أن دينهم الحق وقولهم الصدق فقالت له الجارية: فما تقول أنت في دين القوم قال هو والله الحق والدين الصدق وإني كنت كاتم هذا السر فلما سمعت ذلك تبسمت وقالت والله لقد رضيت لنفسي ما رضيه أبي ولكن أنت أكتم هذا عني.